# 章堯相
章堯相（1561年—1625年），號華宇，彭城衛軍籍浙江杭州府新城县（今新登镇）人。明朝政治人物、進士出身。

## 生平
万历十三年（1585年）乙酉科順天鄉試舉人，十七年（1589年）己丑科進士，吏部觀政，六月授任山東济南府推官。十九年丁憂，二十一年補東昌府推官，二十五年升刑部主事，二十七年江南审决，二十八年升员外，本年山東恤刑，二十九年升本部郎中，三十一年任池州府知府。天啓五年卒